# Gaetano Arcangeli
Gaetano Arcangeli (Bologna, 19 aprile 1910 – Bologna, 8 settembre 1970) è stato un poeta italiano.

## Biografia
Nacque da padre romagnolo e madre bolognese. Trascorse la sua infanzia in una vecchia casa del centro storico di Bologna assieme al fratello Francesco, futuro storico dell'arte, e alla sorella Bianca, pittrice. I periodici soggiorni estivi con i suoi familiari sulla costa romagnola fecero affiorare la sua natura riflessiva con tendenza all'isolamento pensoso. Le condizioni di salute del padre ipovedente e le conseguenti difficoltà economiche lo costrinsero a impartire lezioni private e ad assumere precoci responsabilità in ambito familiare.
Dopo gli studi secondari frequentò la facoltà di lettere all'università di Bologna e si laureò con una tesi su Giovanni Pascoli. Subito dopo insegnò all'istituto magistrale "Carlo Sigonio" di Modena, dove conobbe e diventò amico del poeta Vittorio Sereni. A partire dal 1944 insegnò ininterrottamente, fino alla morte, al liceo classico "Galvani" di Bologna, come titolare di una cattedra di italiano e latino.
Pur avendo frequentato artisti, poeti e scrittori affermati come Giuseppe Ungaretti, Giorgio Morandi, Giuseppe Raimondi, la sua attività letteraria si svolse in assoluta solitudine, lontano da gruppi e salotti e non senza difficoltà in ambito editoriale e critico. «Una interminabile vicenda di approcci e di rifiuti» egli confessò in Ritratti su misura riferendosi al suo Passi notturni (1959) «mi sembra solo in parte giustificabile con il carattere solitario e lirico, controcorrente, dell'opera. Che risponde poi fedelmente al mio carattere e costume personale: non frequento ambienti (...). Non concepisco i gruppi e le conversazioni di caffè e salotto letterario.» Citando questa confessione dello scrittore appartato e schivo, Renato Bertacchini osserva che tale atteggiamento non era da attribuirsi a «superbo e malinteso individualismo», bensì ad una concezione della poesia intesa come «attività regolata sui ritmi della natura e della vita umana».

## Tra versi e prose
Il volume Dal vivere (1939) raccoglie le prose e poesie giovanili di Arcangeli, a partire dal 1927. Vi prevalgono le prose e i paesaggi romagnoli, San Marino e il «medievale paesano Appennino». Il decennio successivo vede invece svilupparsi, con Solo se ombra (1951), la ricerca lirica con progressivo allontanamento dall'ermetismo. Vi si ritrovano i principali motivi ispiratori, che poi ricorreranno nelle raccolte successive con accenti più maturi, ma anche più aspri e risentiti. Così la dolorosa memoria del padre, i paesaggi dell'infanzia scomparsi assieme ai volti degli amici perduti, i disastri della seconda guerra mondiale e la «blanda catastrofe» che lo fa sentire «morto alla rissa del mondo».
Tra i leitmotiv ricorrenti in tutta la produzione poetica, la natura misteriosa e ostile: ora come «paura del mare», l'Adriatico dell'infanzia e dell'adolescenza, che diventa una voce «ostile, misteriosa e perfida come quella di un mostro implacabile che ruba la vita agli uomini e poi getta le vittime sulla spiaggia, con noncuranza»; ora come perdita, desolazione e condanna alla inesistenza: la montagna disabitata e sconvolta dal turismo di massa, un senso di squallore e di perdita definitiva che riecheggia nel poemetto L'Appennino (1958).
Negli ultimi anni predomina la polemica letteraria su periodici e quotidiani (La Fiera letteraria, Il resto del Carlino, Il Caffè, con rubriche come «Colèdoco» e «Diario dell'appartato») e anche la poesia si carica di accenti satirici, come nella raccolta Canzonetta all'Italia (1969), dove il titolo ricalca ironicamente quello della famosa Canzone all'Italia del Petrarca. È stato puntualizzato come queste insofferenze non sconfinassero nell'acredine, essendo «scherzi, epigrammi e satire allo stato puro» Bersagli preferiti sono i finti letterati, le presunte avanguardie e i sedicenti «novissimi» che pullulano nel mondo della cultura e intorno ad esso. Questa tenace battaglia controcorrente si accompagna peraltro all'intenso amore per la poesia, che allevia la solitudine di questo poeta.

## Opere
- Dal vivere, Bologna, Testa, 1939.
- Solo se ombra, Parma, Guanda, 1951; Milano, Mondadori, 1954.
- L'Appennino, Padova, Rebellato, 1958.
- I passi notturni (racconti), Padova, Rebellato, 1959.
- L'Appennino e nuove poesie, Milano, Mondadori, 1963.
- L'anima del mare (racconto lungo), Padova, Rebellato, 1968.
- Canzonetta all'Italia, Padova, Rebellato, 1969.
- Le poesie (raccolta postuma), Milano, Mondadori, 1971.